# Schreyvogelgasse
Die Schreyvogelgasse befindet sich im 1. Wiener Gemeindebezirk Innere Stadt. Sie wurde 1885 nach dem Schriftsteller und Burgtheaterdirektor Joseph Schreyvogel benannt.

## Geschichte

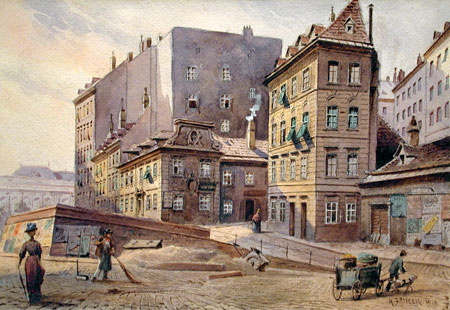
Aquarell von Carl Wenzel Zajicek (1913)

Im Mittelalter querte die Wiener Stadtmauer den Verlauf der heutigen Schreyvogelgasse. Die Häuser bis zur heutigen Hausnummer 8 wurden um 1400 Innerhalb des Schottentores genannt. 1544 bis 1545 wurde die Mauer abgebrochen und eine Auffahrt zur neuerrichteten Mölker Bastei geschaffen. Demgemäß ist 1776 die Bezeichnung Gässel zur Bastei dokumentiert. Im Zuge der Schleifung der Wiener Stadtbefestigungen und dem Bau der Wiener Ringstraße wurde auch die Mölker Bastei demoliert. Die Gasse wurde ab 1862 Kleppersteig genannt. Nachdem infolge zu hoher Ablöseforderungen der Hausbesitzer ein Teil der Rampe zur ehemaligen Mölker Bastei nicht abgerissen worden war und dadurch einige Häuser in erhöhter Lage auf der Rampe stehen geblieben waren, schuf man hier 1871 einen Zugang zum übrigen Straßennetz. Wegen der Nähe zum Burgtheater erfolgte 1885 die Umbenennung der Straße in Schreyvogelgasse, nach Joseph Schreyvogel, der in der ersten Hälfte des 19. Jahrhunderts Direktor des alten Hofburgtheaters war. Am unteren Ende der Rampe wurde 2011 eine kleine Grünfläche Rock-Park (nach Joseph Franz Rock) benannt.

## Lage und Charakteristik

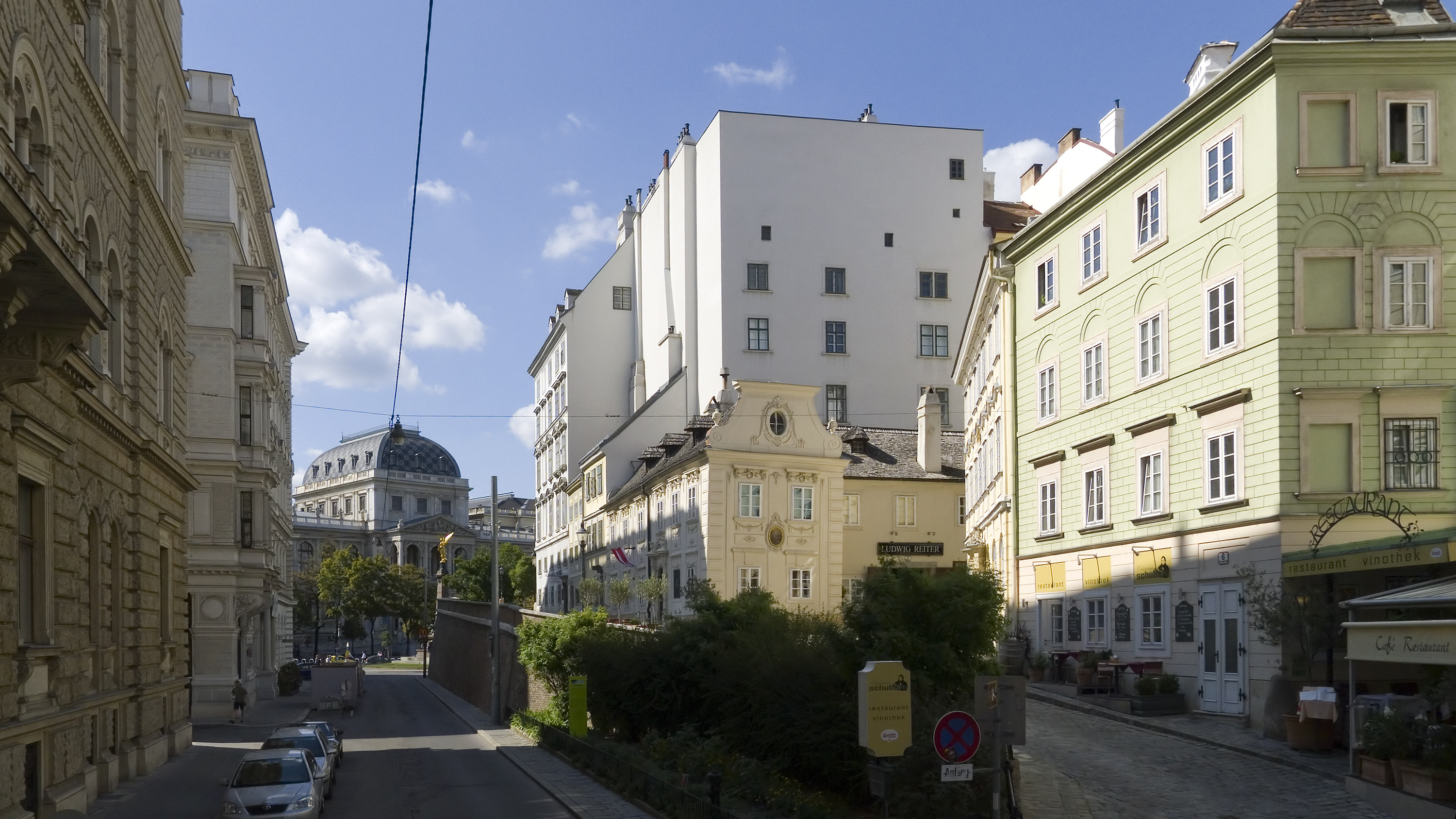
Die Gasse Richtung Westen

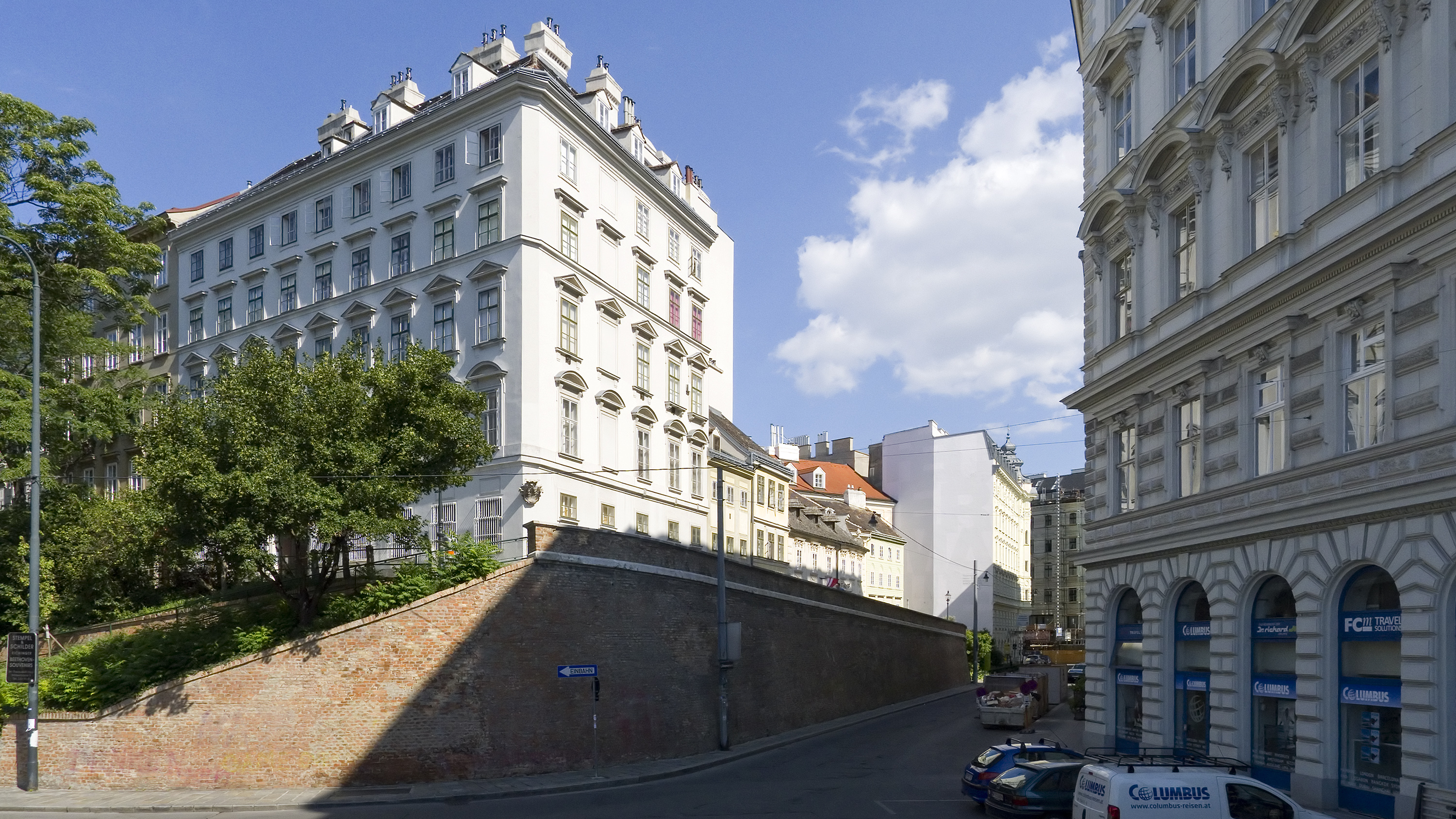
Die Gasse Richtung Osten

Die Schreyvogelgasse verläuft von der Teinfaltstraße im Süden in nordwestlicher Richtung bis zum Universitätsring. Dabei führt eine eigene Fahrbahn (Fußgängerzone) auf der nördlichen Straßenseite zu den erhöht liegenden Häusern auf der Mölker Bastei. Die Einmündung beim Ring, wo auch die Mölker Bastei genannte Gasse auf die Ringstraße trifft, besitzt platzartigen Charakter mit dem Liebenberg-Denkmal in der Mitte. Während die Gebäude am Beginn der Gasse und auf der gesamten südlichen Straßenseite in der zweiten Hälfte des 19. Jahrhunderts im historistischen Stil erbaut wurden, stammen die Gebäude in erhöhter Lage an der Rampe zur Mölker Bastei auf der nördlichen Seite noch aus der zweiten Hälfte des 18. Jahrhunderts, und sind schöne Beispiele spätbarock-josephinischer Architektur in Wien.
In der Schreyvogelgasse verkehren keine öffentlichen Verkehrsmittel.

## Verbauung

### Nr. 1 Ehemalige Bodencreditanstalt
Das Gebäude der ehemaligen Allgemeinen Österreichischen Bodencreditanstalt an der Teinfaltstraße 8–10 wurde 1885 bis 1887 nach Plänen von Emil von Förster errichtet. Es bildet einen eigenen Häuserblock zwischen Löwelstraße (hier die Hauptfassade), Oppolzergasse, Schreyvogelgasse und Teinfaltstraße. Bemerkenswert ist die historistische Gestaltung im Stil der Florentiner Renaissance. Heute ist hier eine Expositur der Universitätsbibliothek der Universität Wien untergebracht.

### Nr. 2 Späthistoristisches Wohnhaus
Das späthistoristische Wohnhaus an der Teinfaltstraße 6 wurde 1894 nach Plänen von Ferdinand Schindler erbaut.

### Nr. 3 Historistisches Eckhaus

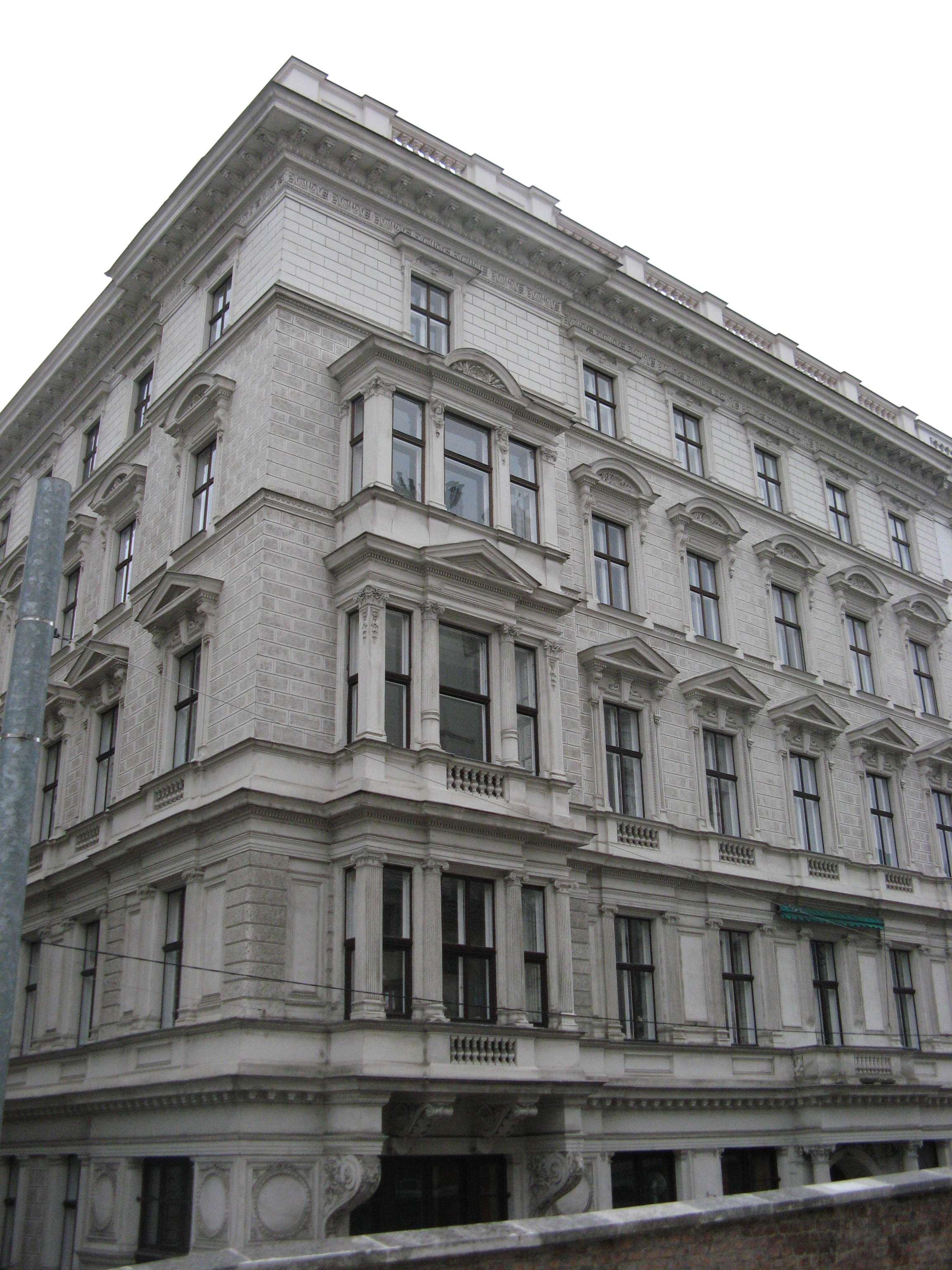
Schreyvogelgasse Nr. 3

1880 errichtete Ludwig Tischler dieses strenghistoristische Eckhaus zur Oppolzergasse im Stil der Wiener Neorenaissance. Am Eckrisalit befindet sich ein dreigeschoßiger Erker. Das korinthische Säulenportal führt zum reich stuckierten und pilastergegliederten Foyer, in dem Ädikulanischen, Konsolendecken und korinthische Säulen beim Zugang zum Stiegenhaus ins Auge fallen. Das Gebäude wurde 1994 renoviert.

### Nr. 4 Melker Hof
In der Schreyvogelgasse befindet sich ein Stück der Rückfront des Melker Hofes, eines großen Wohnhofes aus der zweiten Hälfte des 18. Jahrhunderts, erbaut von Josef Gerl.

### Nr. 5 Ringstraßenpalais
Das Eckhaus am Universitätsring 8 wurde 1873 von August Schwendenwein von Lanauberg im Stil der Wiener Neorenaissance errichtet.

### Nr. 6 Spätbarockes Wohnhaus
Franz Xaver Martinelli erbaute das kleine spätbarocke Wohnhaus 1771 an der Rückseite des Melker Hofes. Um 1820 wurde es adaptiert. Die klassizistische genutete Fassade zeigt im ersten Geschoß Fenster mit gerader Verdachung, im zweiten Geschoß Fenster mit geschlossenen Lünetten und im dritten Geschoß mit gefaschter Rahmung. Das Restaurant mit Veranda und Vordach stammt vom Ende des 19. Jahrhunderts.

### Nr. 8 Spätbarockes Eckhaus

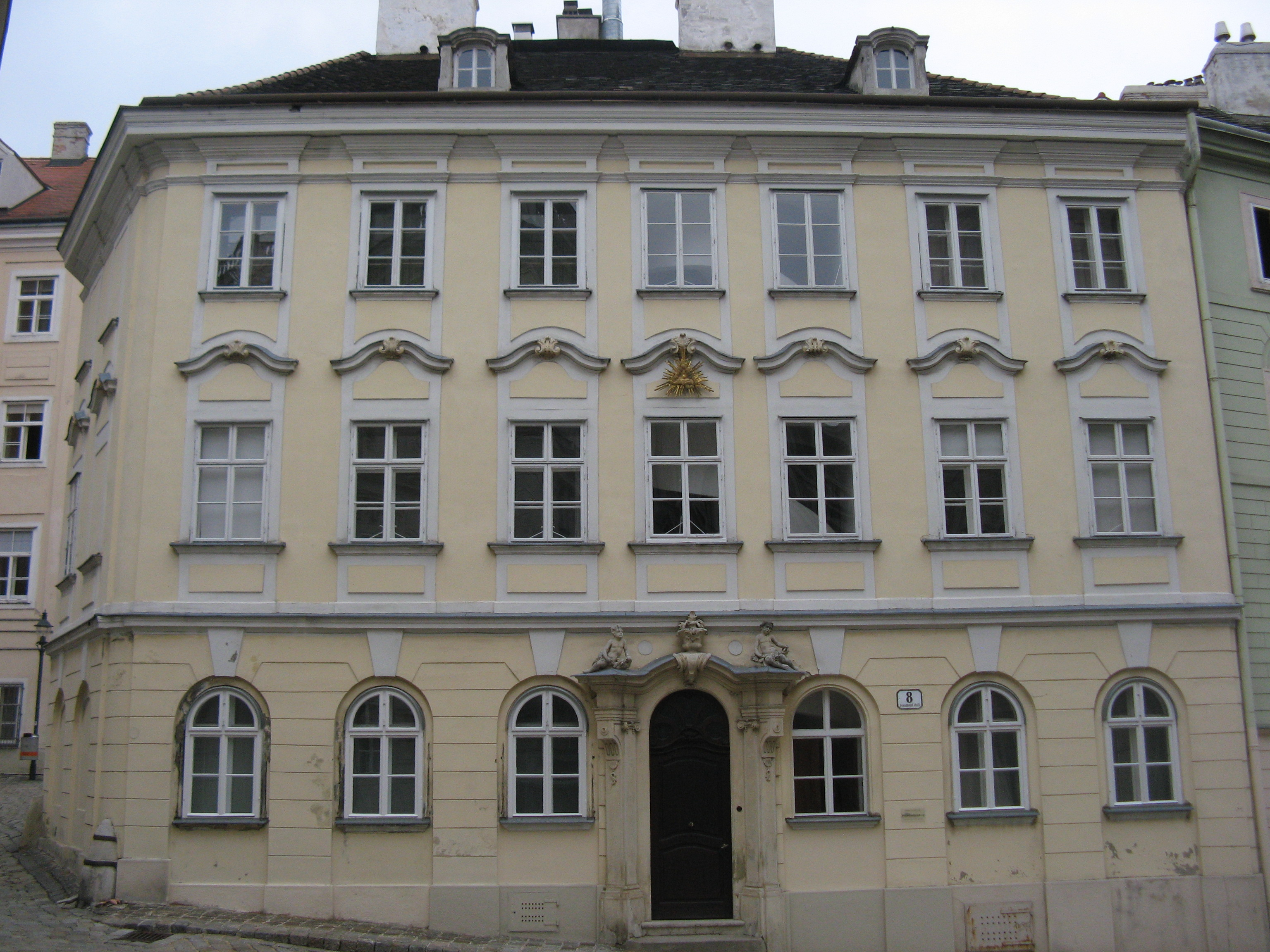
Barockes Eckhaus, Schreyvogelgasse 8

Das spätbarocke Eckhaus zum Mölker Steig mit mehrfach geknickter Fassade stammt aus dem 3. Viertel des 18. Jahrhunderts. Es besitzt ein Rundbogenportal zwischen ionischen Pilastern unter einem geschwungenen Giebel mit Vasen und Putten. Die Fenster der beiden Obergeschoße haben geschwungene Giebelverdachungen, Parapetfelder ziehen die Achsen des Hauses zusammen. Ein vergoldetes Hauszeichen stellt das Auge Gottes dar. Dachboden und Keller des Gebäudes sind original aus der Bauzeit erhalten.

### Nr. 10 Dreimäderlhaus

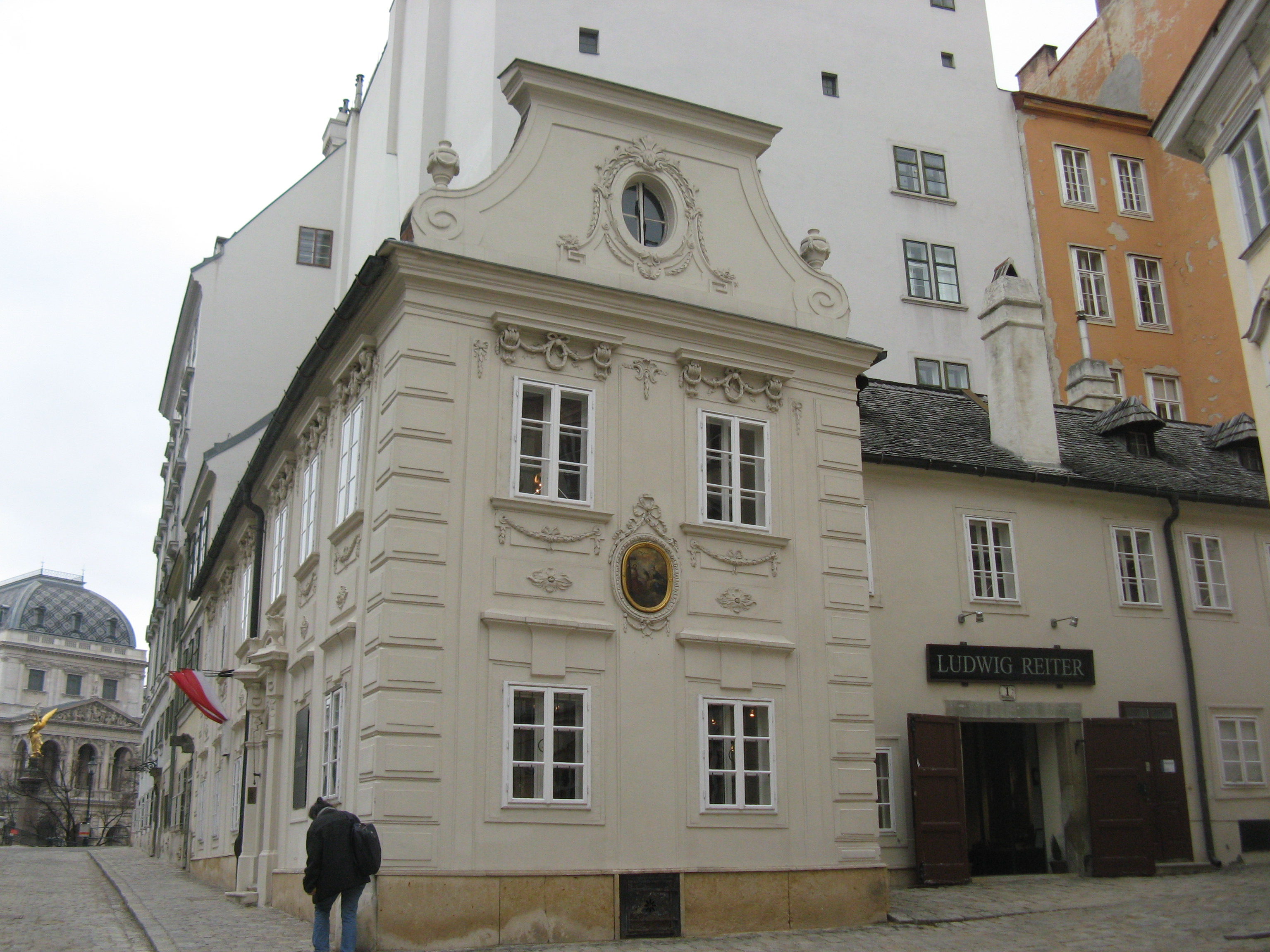
Dreimäderlhaus

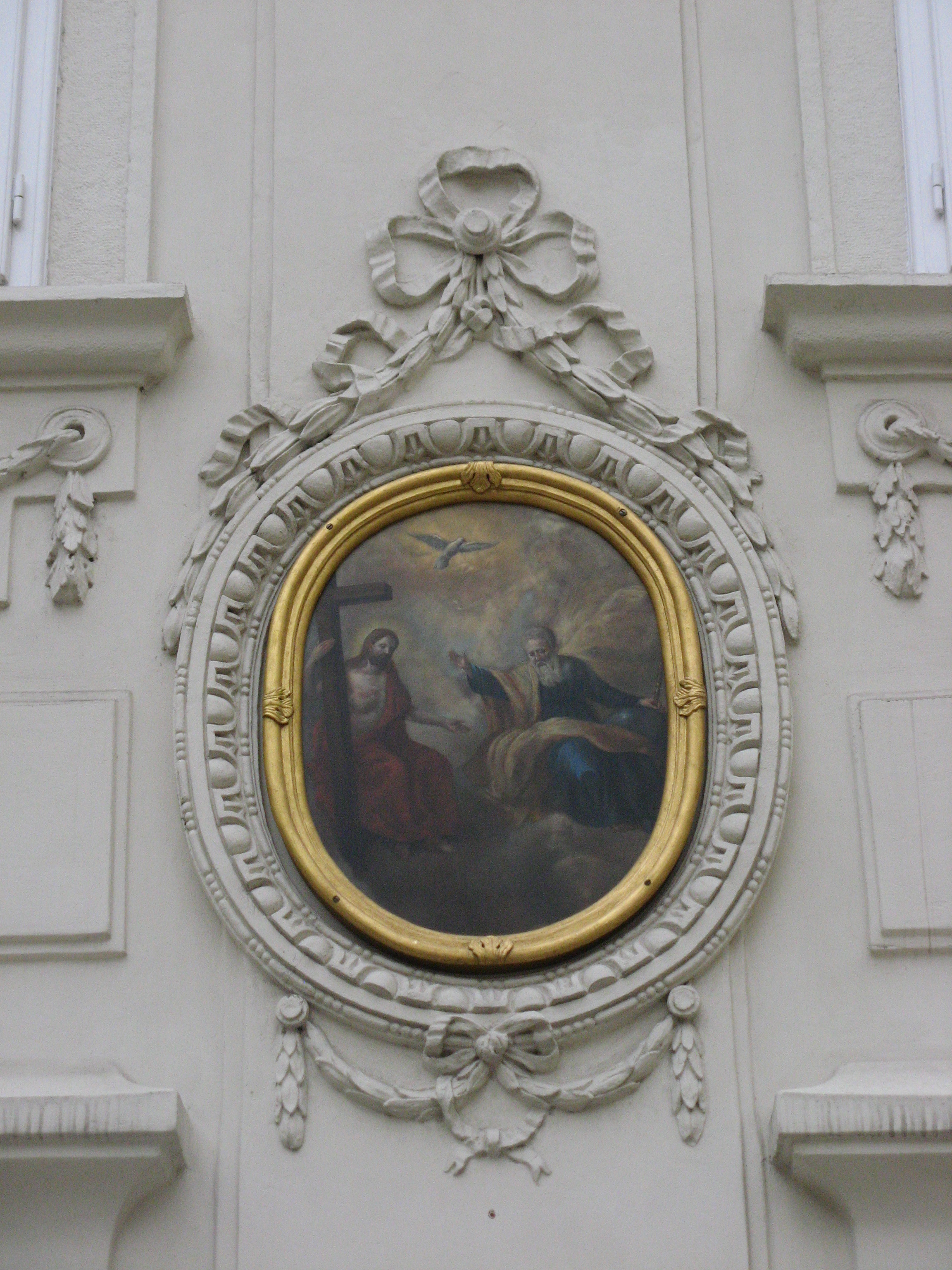
Medaillonbild am Dreimäderlhaus

Das bedeutende spätbarocke Giebelhaus stammt lt. Dehio aus dem dritten Viertel des 18. Jahrhunderts; andere Quellen wie beispielsweise Felix Czeike geben das Jahr 1803 an. Das Haus im josephinischen Zopfstil ist an zwei Seiten freistehend und befindet sich an der Ecke zum Mölker Steig erhöht an der Rampe zur Mölker Bastei. Lisenen und gerade verdachte, durch Parapetfelder zusammengezogene Fenster mit Zopfstilornamentik betonen die vertikale Gliederung des Gebäudes. Das Korbbogenportal mit schräggestellten Pfeilern besitzt einen Segmentgiebel mit Muschel und Vasenaufsatz. An der Stirnseite befindet sich ein volutengerahmter, trapezförmiger Giebel mit einem Ochsenauge, sowie ein gemaltes Medaillonbild, das die Heilige Dreifaltigkeit darstellt. Die Fenster und das Portal des niedrigen Anbaus am Mölker Steig sind faschengerahmt.
Die Bezeichnung Dreimäderlhaus geht darauf zurück, dass der Komponist Franz Schubert angeblich eine Romanze mit den hier wohnenden drei Töchtern des Glasermeisters Franz Tschöll, Hannerl, Hederl und Heiderl, gehabt haben soll. Tatsächlich steht das Haus aber in keinem Zusammenhang mit dem Komponisten. Die Geschichte basiert auf dem Roman Schwammerl von Rudolf Hans Bartsch.

### Nr. 12, 14 Klassizistische Wohnhäuser

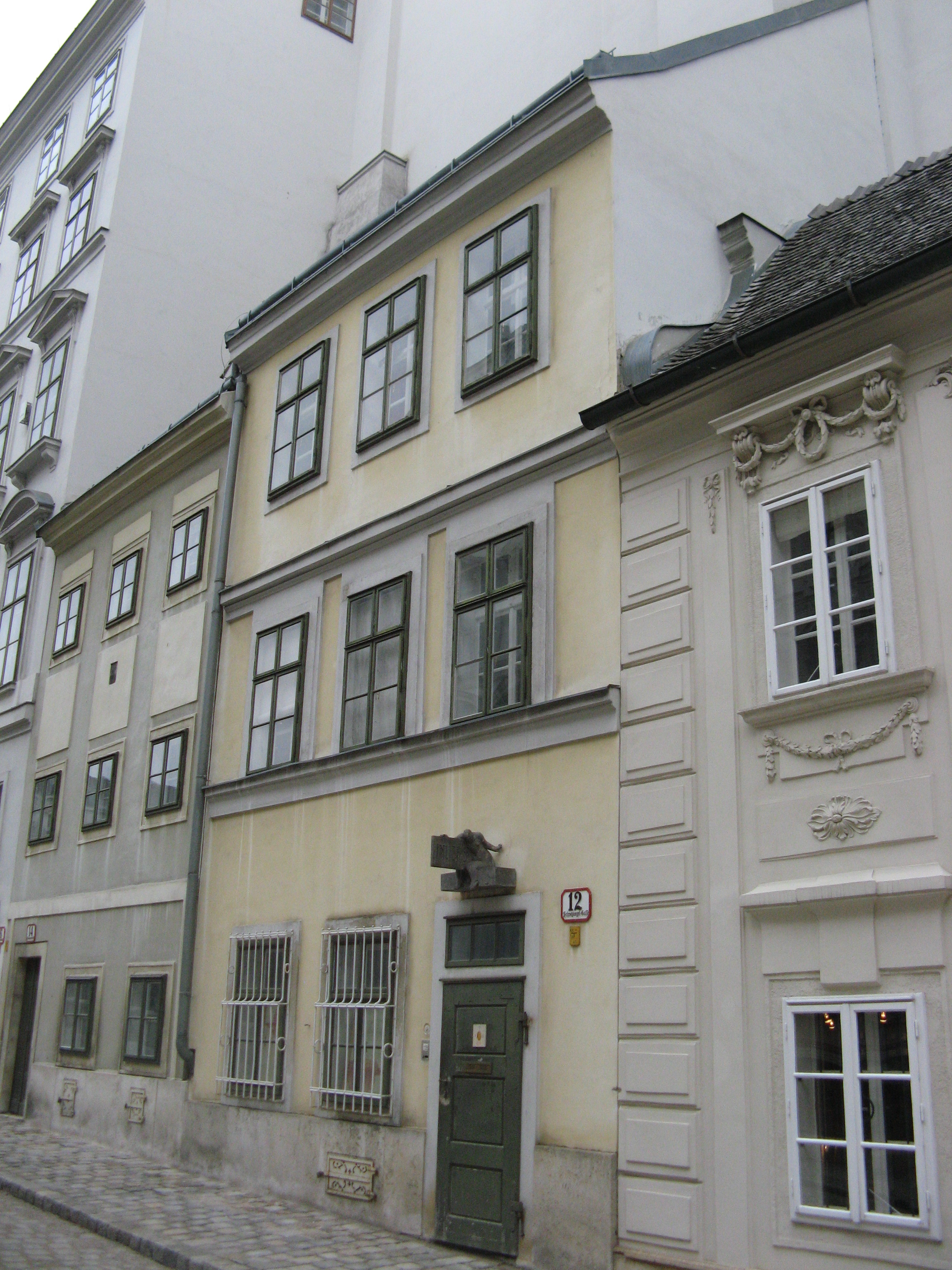
Schreyvogelgasse 12

Die beiden kleinen klassizistischen Wohnhäuser in erhöhter Lage an der Rampe zur Mölker Bastei wurden Anfang des 19. Jahrhunderts stark überarbeitet. Sie besitzen eine schlichte Gesimsgliederung und Fenster mit Faschenrahmung.

### Nr. 16 Pasqualatihaus
Das Haus Ecke Mölker Bastei 8 wurde 1791 bis 1798 erbaut. Es ist bekannt durch Ludwig van Beethoven, der hier einige Jahre wohnte. Im vierten Stockwerk befindet sich eine Beethoven-Gedenkstätte, die zum Wien Museum gehört.